# إكسوراوات
الإكسوراوات (الاسم العلمي: Ixoroideae) هي أسرة من النباتات تتبع فصيلة الفوية من الرتبة الجنطيانيات.

## قبائلها
- الإكسوراوية
- الغارديناوية
- البناوية
- الفنجراوية